# Zen Café
Zen Café est un groupe de rock finlandais créé à Turku en 1992. Bien qu'ils connaissent un réel succès en Finlande, le groupe ne connaît pas une telle popularité à l'étranger. Il est vrai qu'aucun de leurs albums n'a été publié hors de la Finlande, notamment car toutes les chansons sont en finnois.
Le nom du groupe vient d'une proposition du bassiste Kari Nylander et ce d'après le livre Zen and the Art of Motorcycle Maintenance de Robert M. Pirsig.

## Discographie

### CD

#### Albums
- Romuna (1997)
- Idiootti (1998)
- Ua ua (1999)
- Helvetisti järkeä (2001)
- Vuokralainen (2002)
- Jättiläinen (2003)
- Laiska, tyhmä ja saamaton (2005)
- STOP (2006)